# Dykkerantiloper
Dykkerantiloper (Cephalophinae) er en underfamilie af skedehornede.
- Underfamilie Cephalophinae
  - Slægt Cephalopus
    - Cephalophus spadix
    - Cephalophus adersi
    - Cephalophus dorsalis
    - Cephalophus niger
    - Cephalophus nigrifrons
    - Cephalophus brookei
    - Cephalophus harveyi
    - Cephalophus jentinki
    - Cephalophus ogilbyi
    - Cephalophus callipygus
    - Cephalophus rufilatus
    - Rød dykkerantilope Cephalophus natalensis
    - Cephalophus rubidis
    - Cephalophus weynsi
    - Cephalophus leucogaster
    - Cephalophus crusalbum
    - Cephalophus silvicuitor
    - Cephalophus zebra

  - Slægt Philantomba
    - Blå dykkerantilope Philantomba monticola
    - Philantomba maxwellii
    - Philantomba walteri

  - Slægt Sylvicapra
    - Dykkerantilope Sylvicapra grimmia